# گاوار
گاوار (به ارمنی: Գավառ) یک شهر در ارمنستان است که در استان گغارکونیک واقع شده‌است. گاوار در  کیلومتری شمال گاوار، مرکز استان گغارکونیک واقع شده‌است. گاوار مرکز استان گغارکونیک ارمنستان است. شهر گاوار در شیب شرقی کوهستان گِغاما در کنار دریاچه سِوان و در ۹۸ کیلومتری ایرَوان قرار گرفته.

## ریشه‌شناسی
مردم این شهر نام گاوار را در لهجه محلی به صورت کیاوار تلفظ می‌کنند.

## تاریخچه
سنگ‌نوشته‌های اورارتویی یافت‌شده این نظریه را استحکام بخشیده که این محل، کانون ناحیه باستانی ولیکوخی (Velikukhi region) در امپراتوری اورارتو بوده‌است.
نیاکان بسیاری از مردم گاوار در سال ۱۸۳۰ از شهر بایزید ارمنستان غربی (امروزه در ترکیه) به این‌جا کوچیدند و در محل گاواران تاریخی آبادی‌ای به نام نور بایزید (بایزید نو) بنا کردند.

## جغرافیا و آب و هوا
گاوار ۱۶ کیلومتر مربع مساحت و ۲۰٬۷۶۵ نفر جمعیت دارد و ۱٬۹۸۲ متر بالاتر از سطح دریا واقع شده‌است.  در  کیلومتری شمال گاوار، مرکز استان گغارکونیک واقع شده‌است. شهر گاوار در سال ۲۰۰۱ میلادی ۲۳٬۲۰۰ نفر جمعیت داشت گاوار نهمین شهر بزرگ ارمنستان است.

## جمعیت‌شناسی
امروزه ۱۰۰ درصد مرد گاوار مسیحی و ۹۹ درصد آن‌ها باسوادند. از جمعیت گاوار تنها ۳۲ درصد مرد هستند.

## فرهنگ
با وجود تازه‌ساز بودن شهر، در پیرامون گاوار بازمانده‌های زیادی از عصر برنز به چشم می‌خورد.

## اقتصاد
زیربنای اقتصادی آن که الکترونیک، ماشین‌سازی و نساجی و مربوط به زمان شوروی بوده تا اندازه زیادی فرسوده و ازکارافتاده شده. این شهر یک فرودگاه، یک موزه فولکلور و یک اسقف دارد.

## نگارخانه

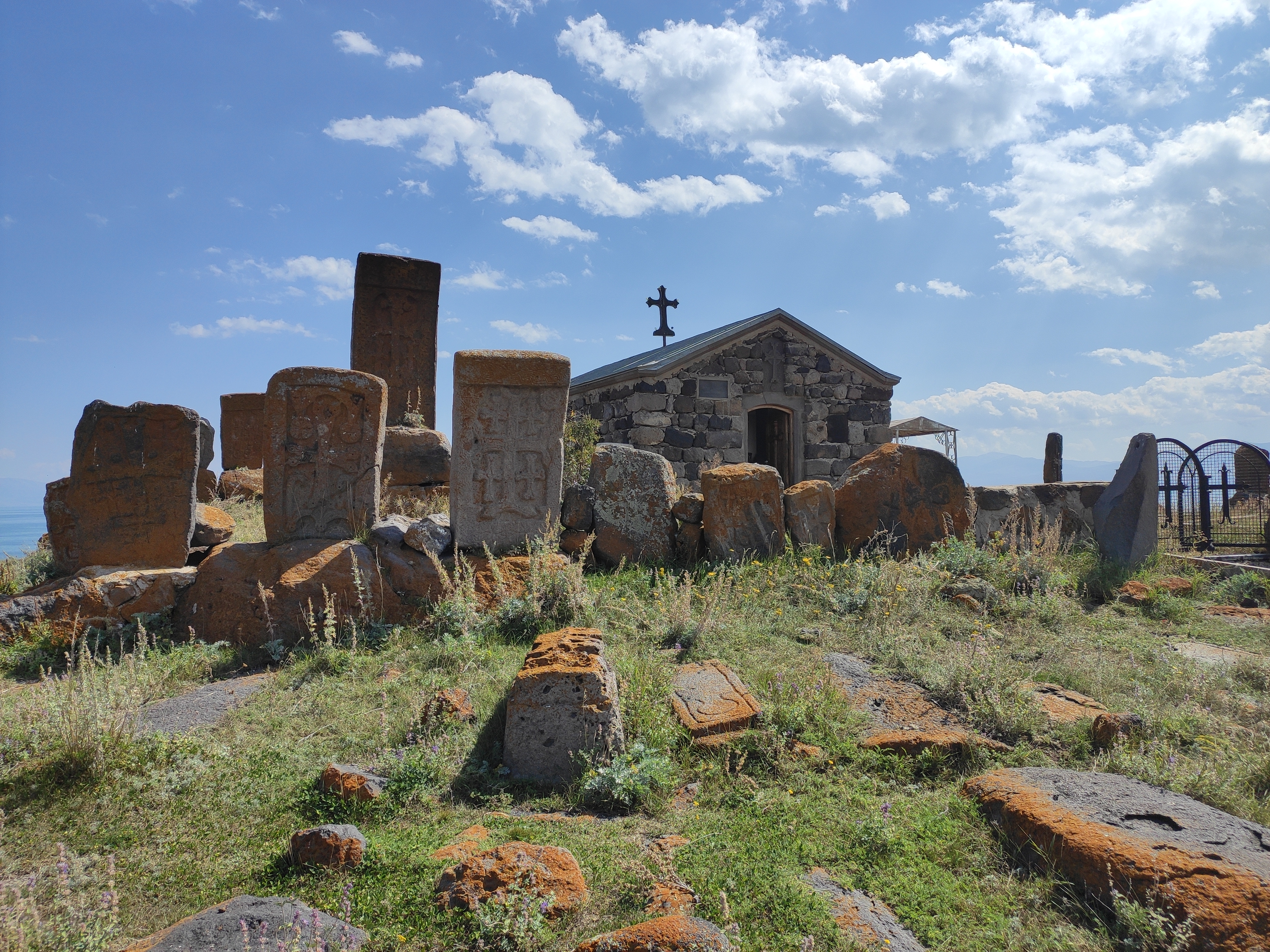
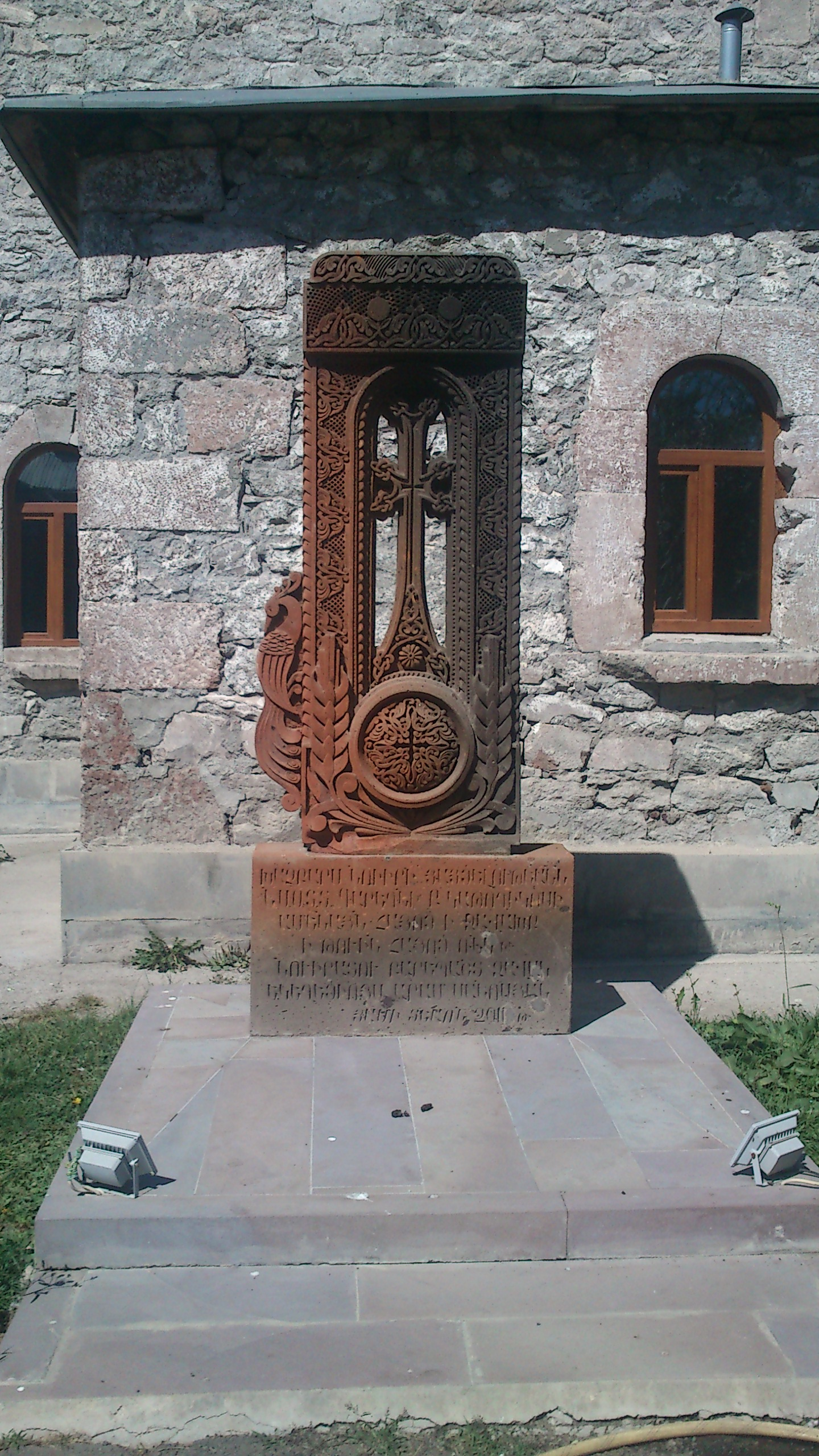
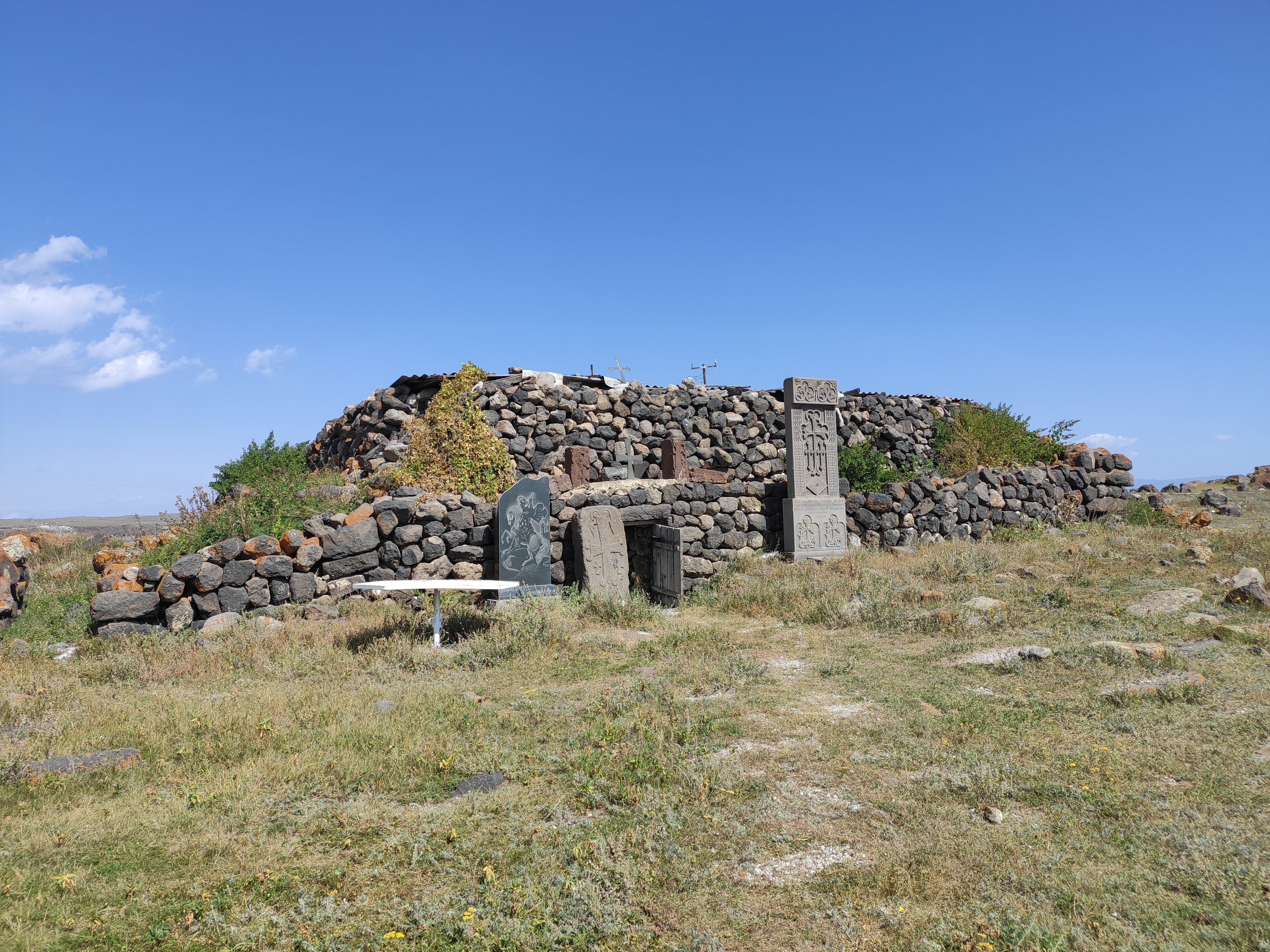
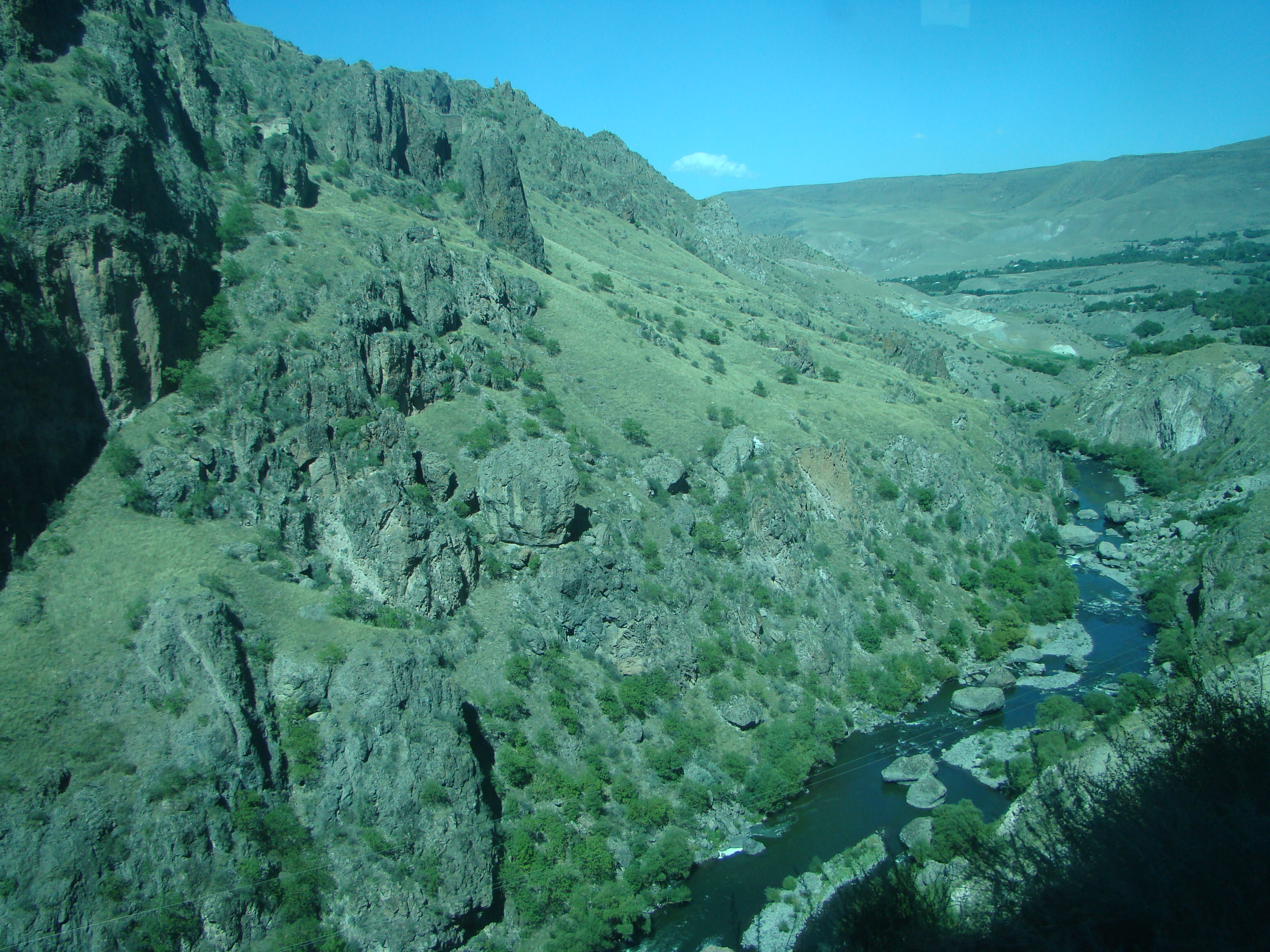
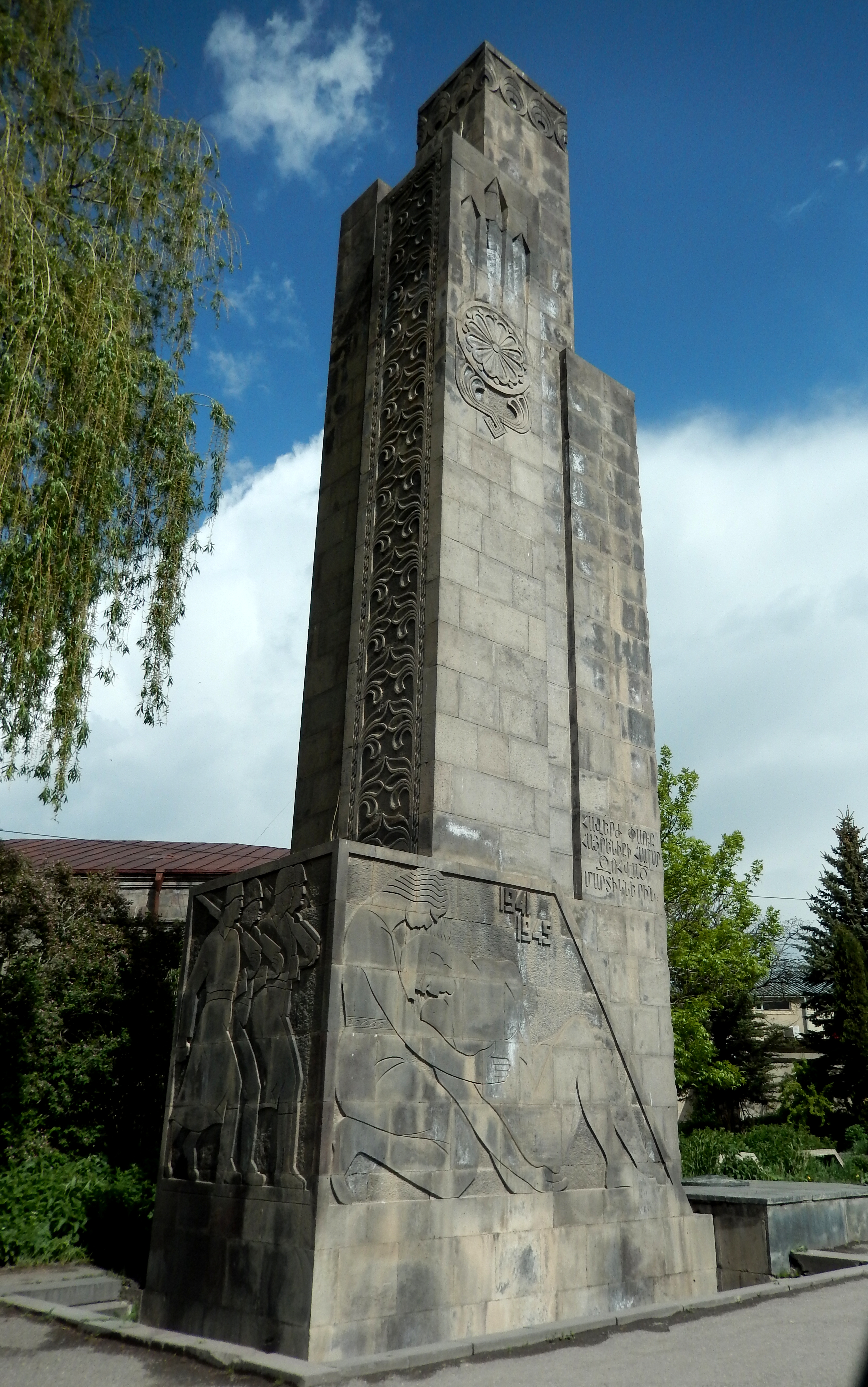
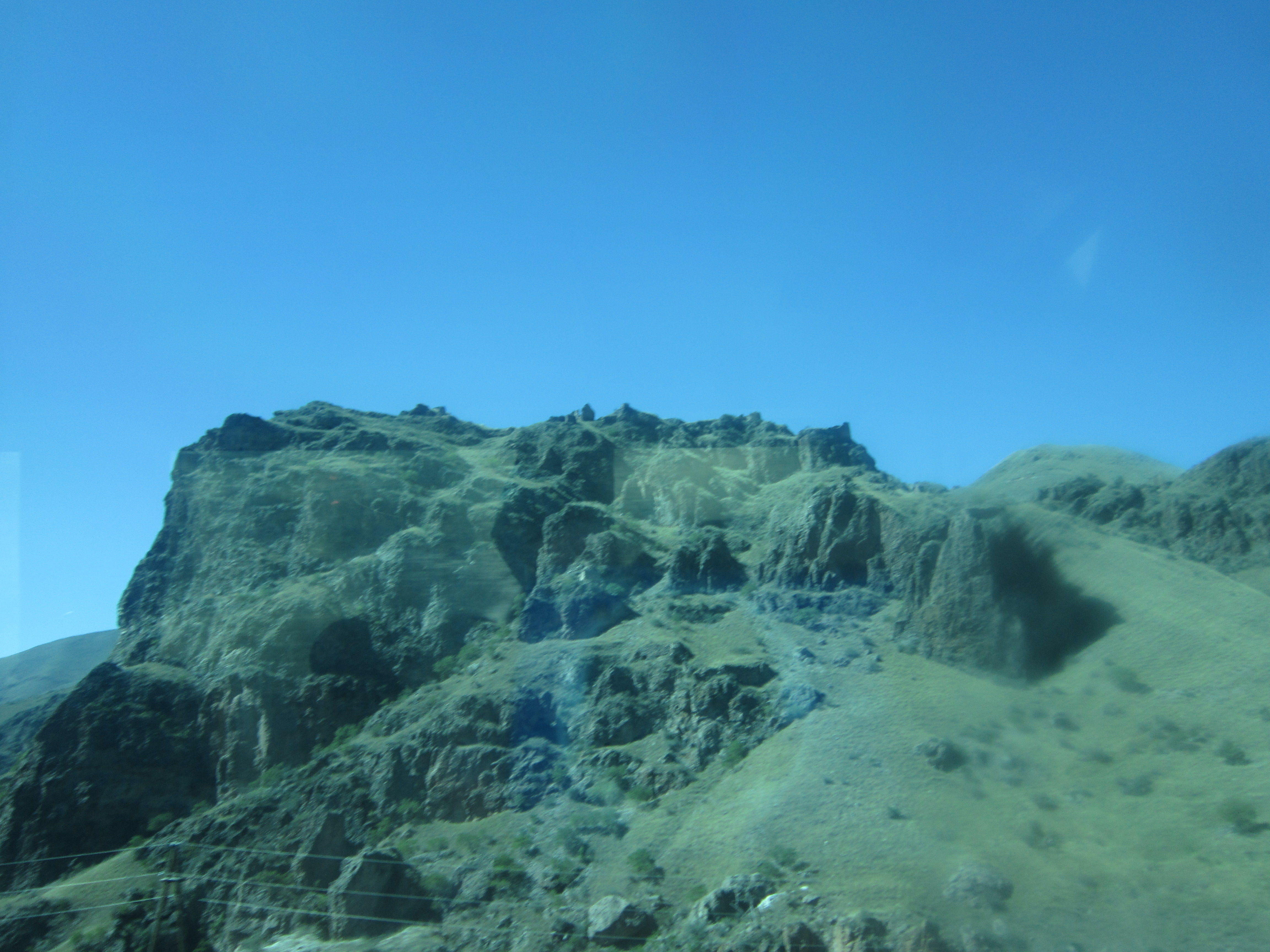
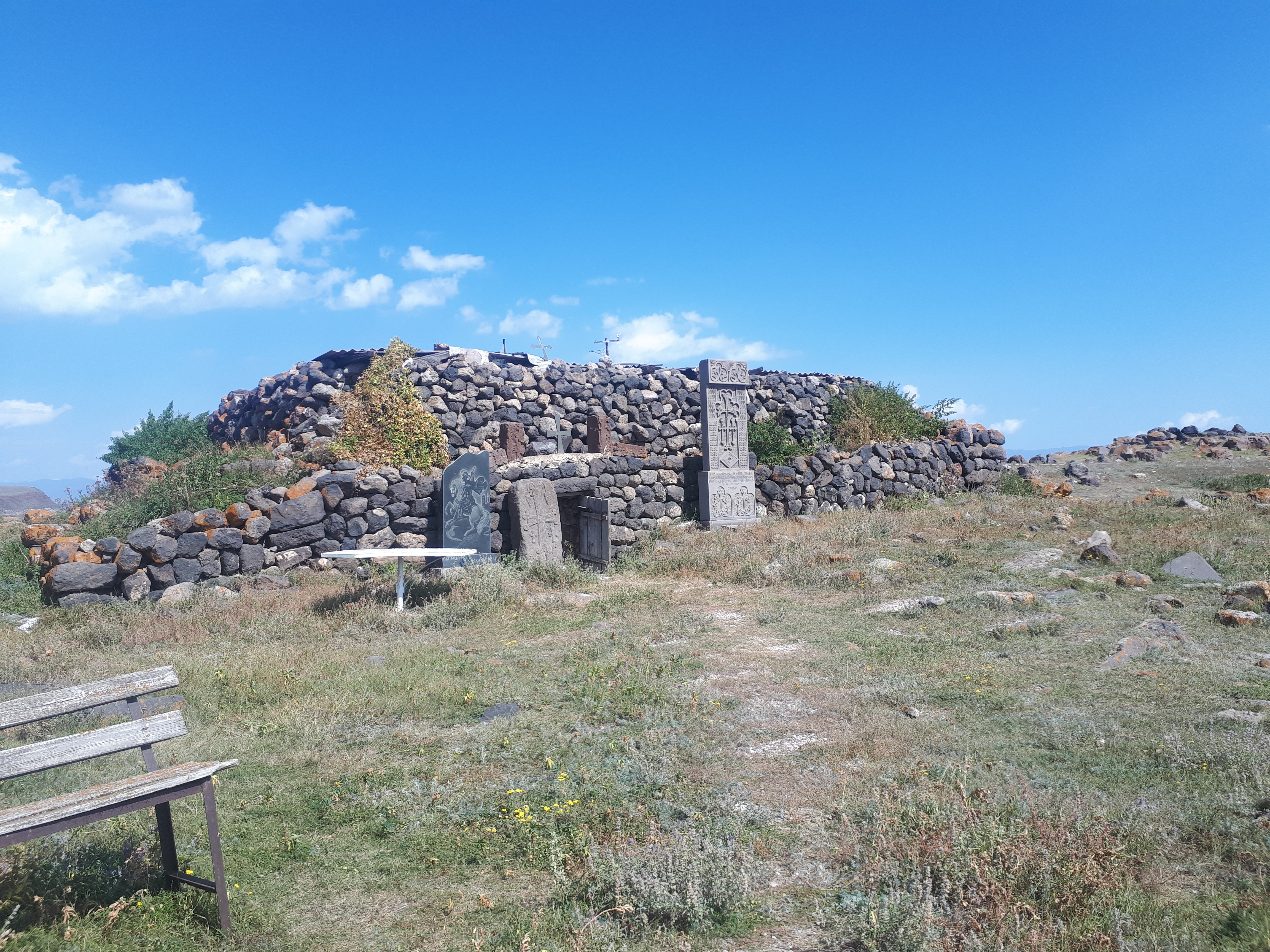
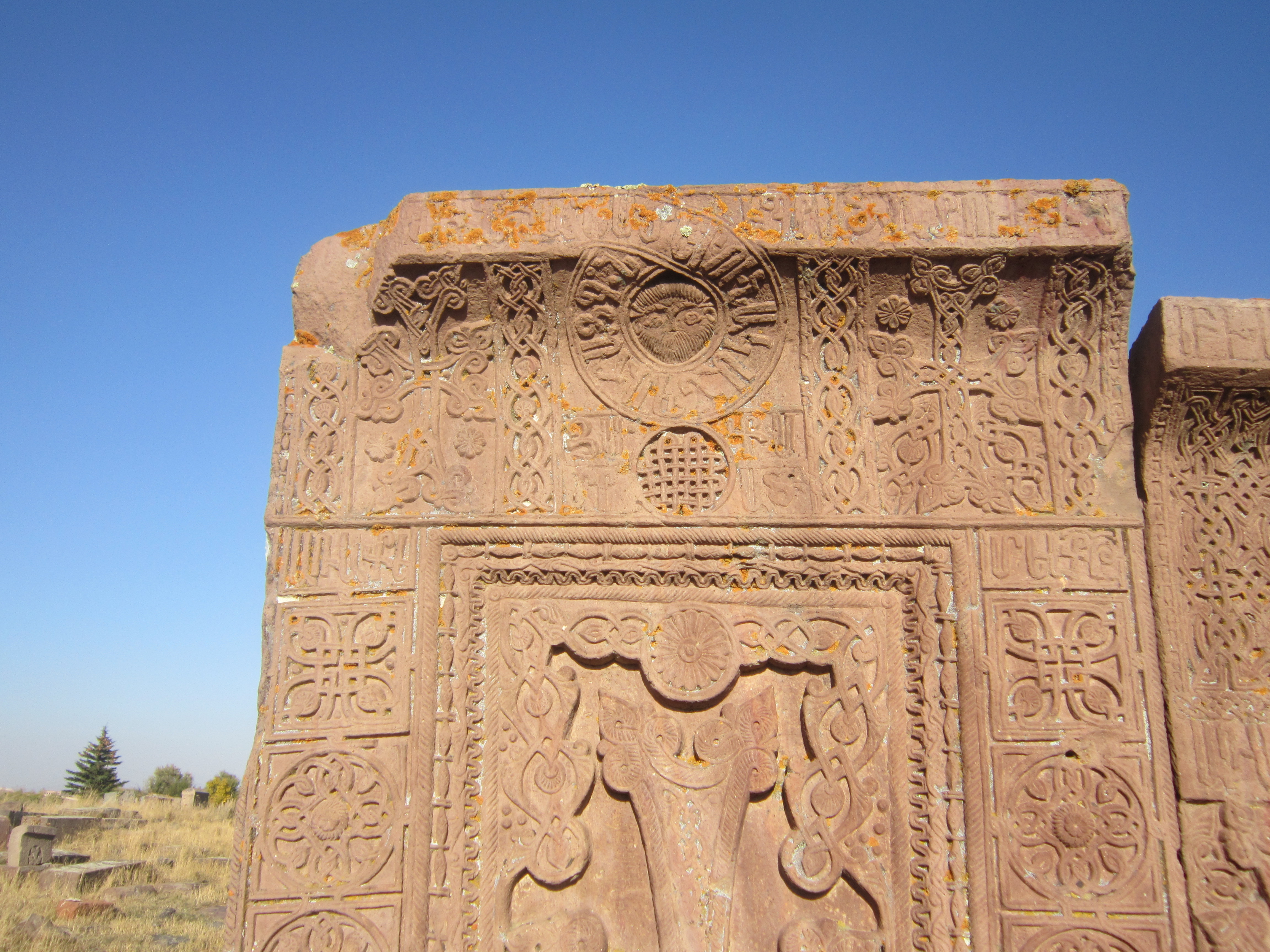
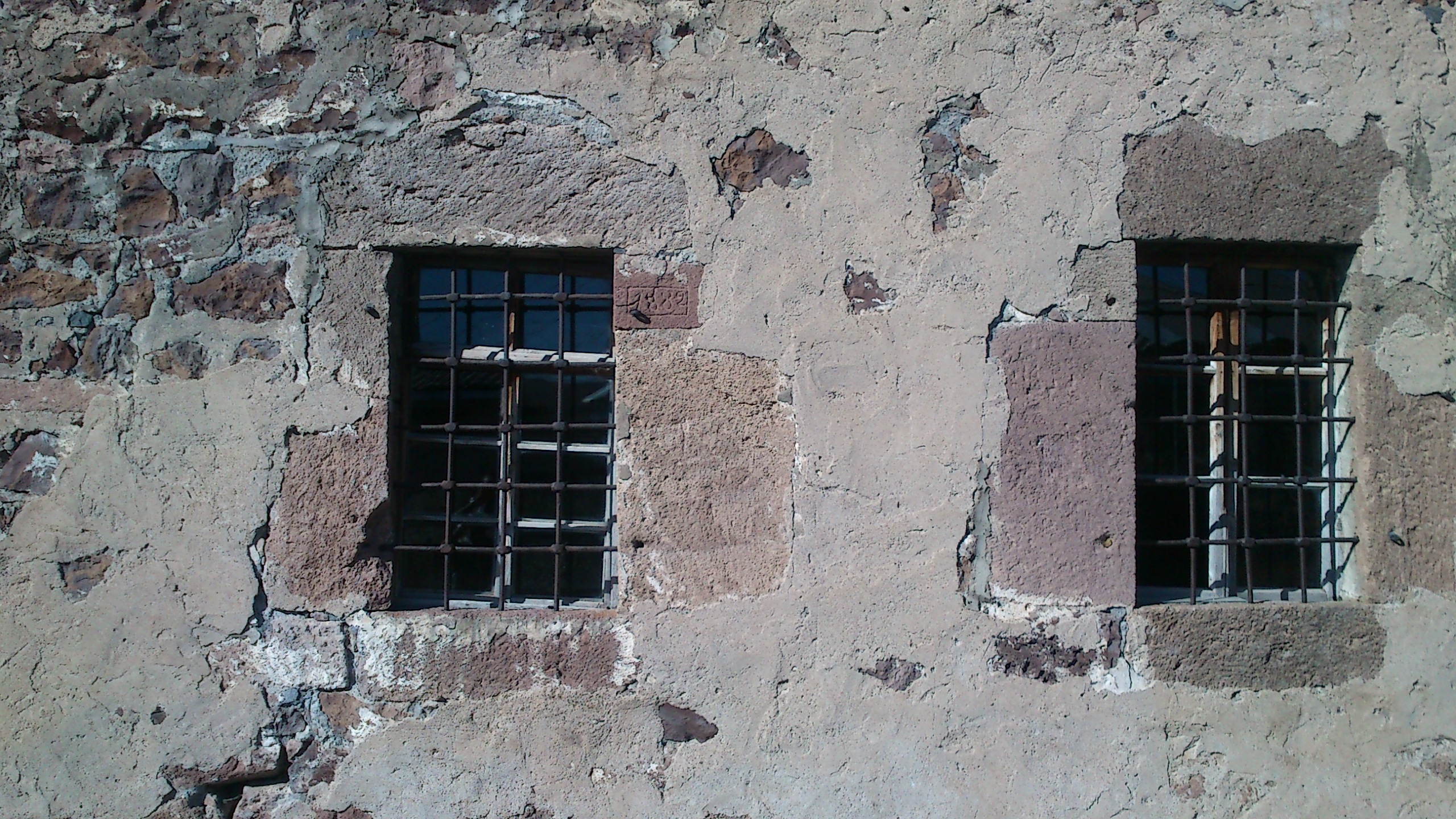
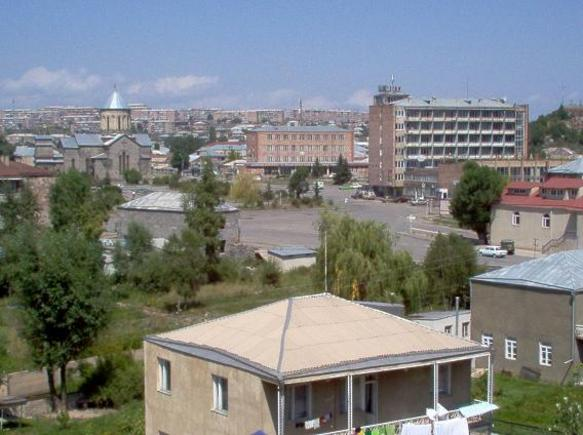
کلیسای the Holy Mother of God (۱۹۰۵) در مرکز گاوار
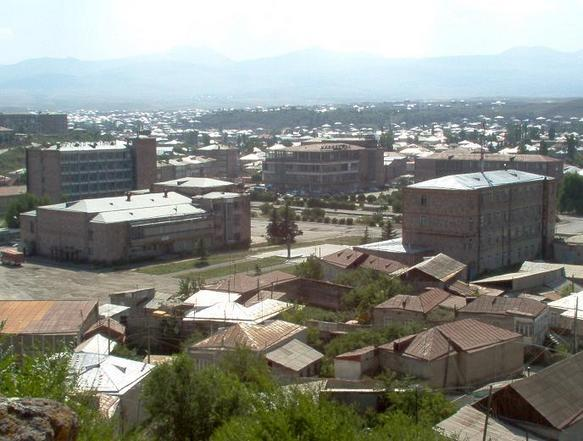
مرکز شهر
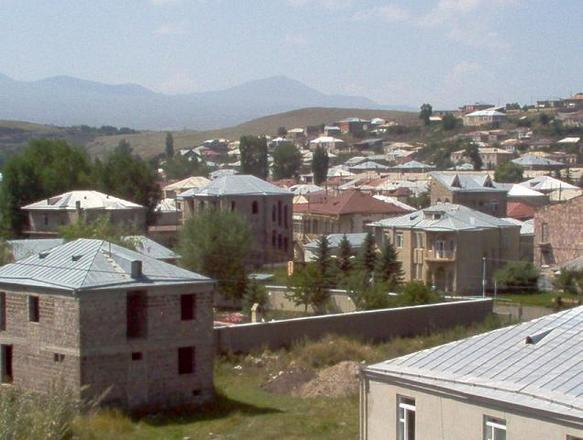
خانه‌ها در گاوار
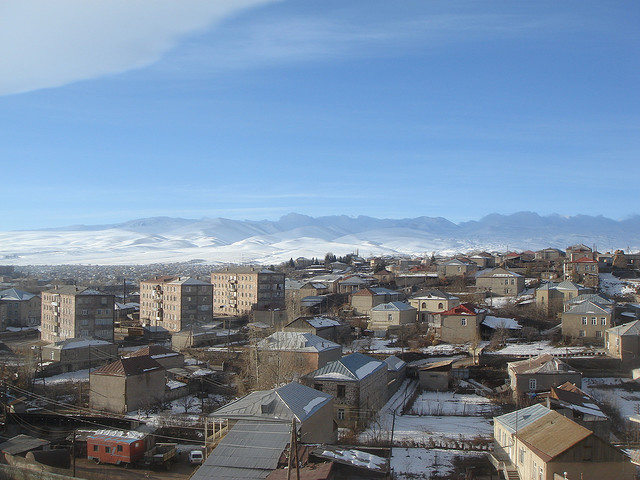
گاوار در زمستان
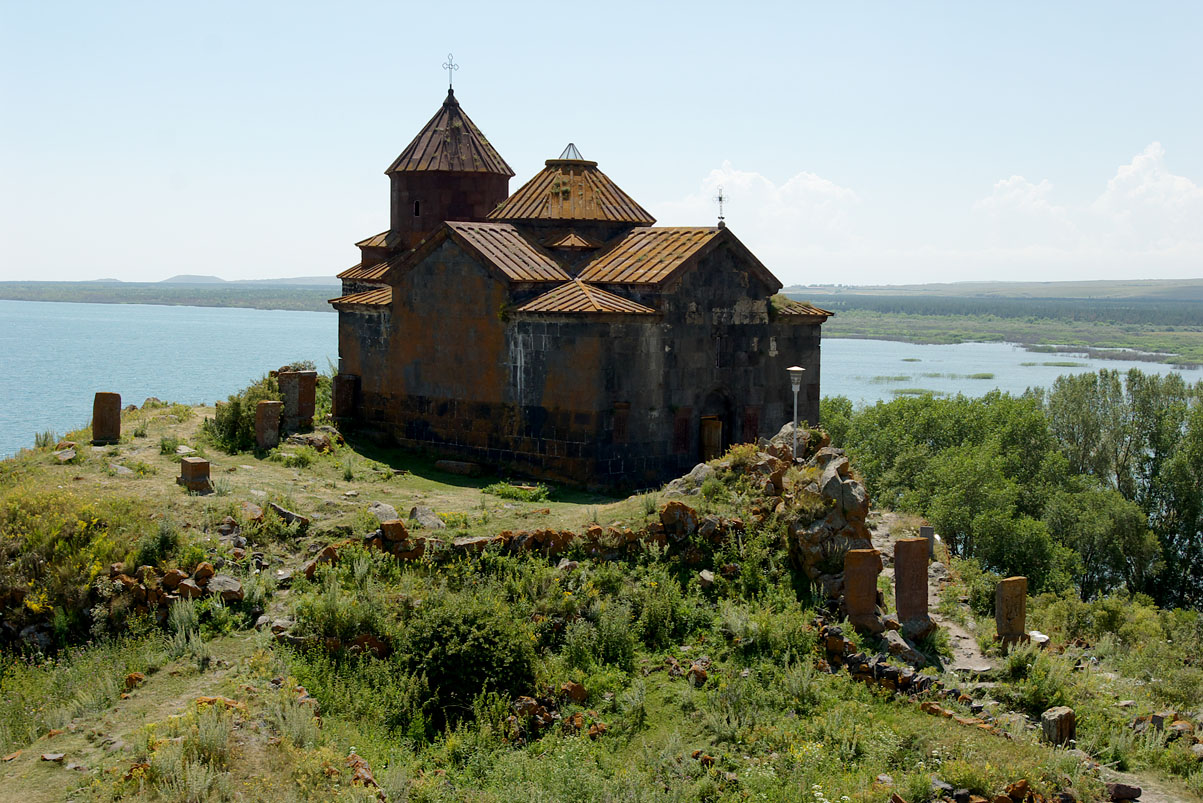
صومعه Hayravank نزدیکی گاوار
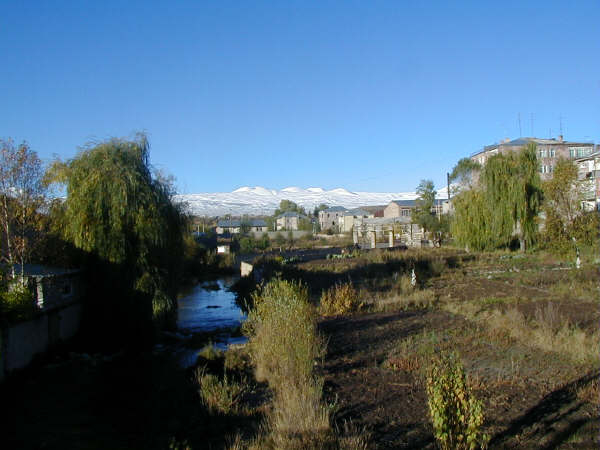
پیرامون گاوار
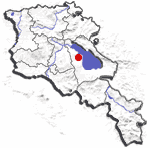
محل گاوار در ارمنستان